# Onobrychis megaloptera
Onobrychis megaloptera är en ärtväxtart som beskrevs av S.S. Kovalevskaja. Onobrychis megaloptera ingår i släktet esparsetter, och familjen ärtväxter. Inga underarter finns listade i Catalogue of Life.